# منتزه شيتوان الملكي الوطني
منتزه شيتوان الملكي الوطني، (بالإنجليزية: Chitwan National Park)‏. (بالنيبالية:चितवन राष्ट्रिय निकुञ्ज). تقع محمية شيتوان في أسفل جبال الهيمالايا، وهي من الآثار النادرة التي لم يتمّ تخريبها في منطقة تيراي التي تمتد على السهول الواقعة في سفوح جبال الهند والنيبال. منحت صفة التراث العالمي في عام 1984.

## أهميتها

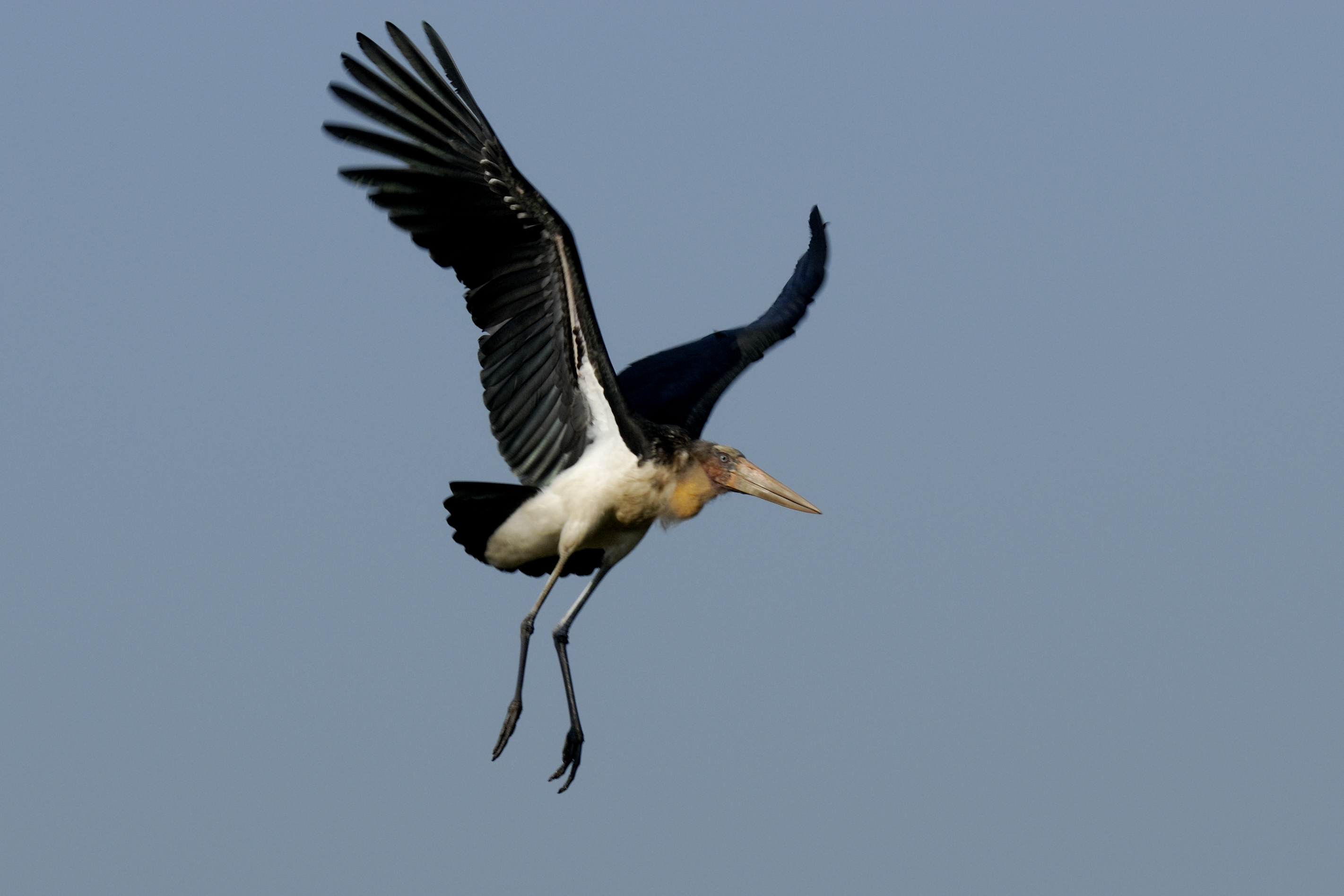
من الطيور المتواجدة في منتزه شيتوان الوطني

إنَّ تشكيلة النباتات ومجموعة الحيوانات المتواجدة فيها كثيفة وغنية على مساحة 360 كيلومتر مربع. إذ تأوي إحدى آخر مجموعات وحيد القرن الآسيوي الذي يتميز بقرنه الوحيد. كما تشكّل أحد الملاجئ الأخيرة للببر البنغالي. تحدها محمية بارسا للحياة البرية، ومنتزه فالميكي الوطني. وتمثل الحديقة حاضنة للببر والغابات شبة الاستوائية الرطبة.

## معرض الصور

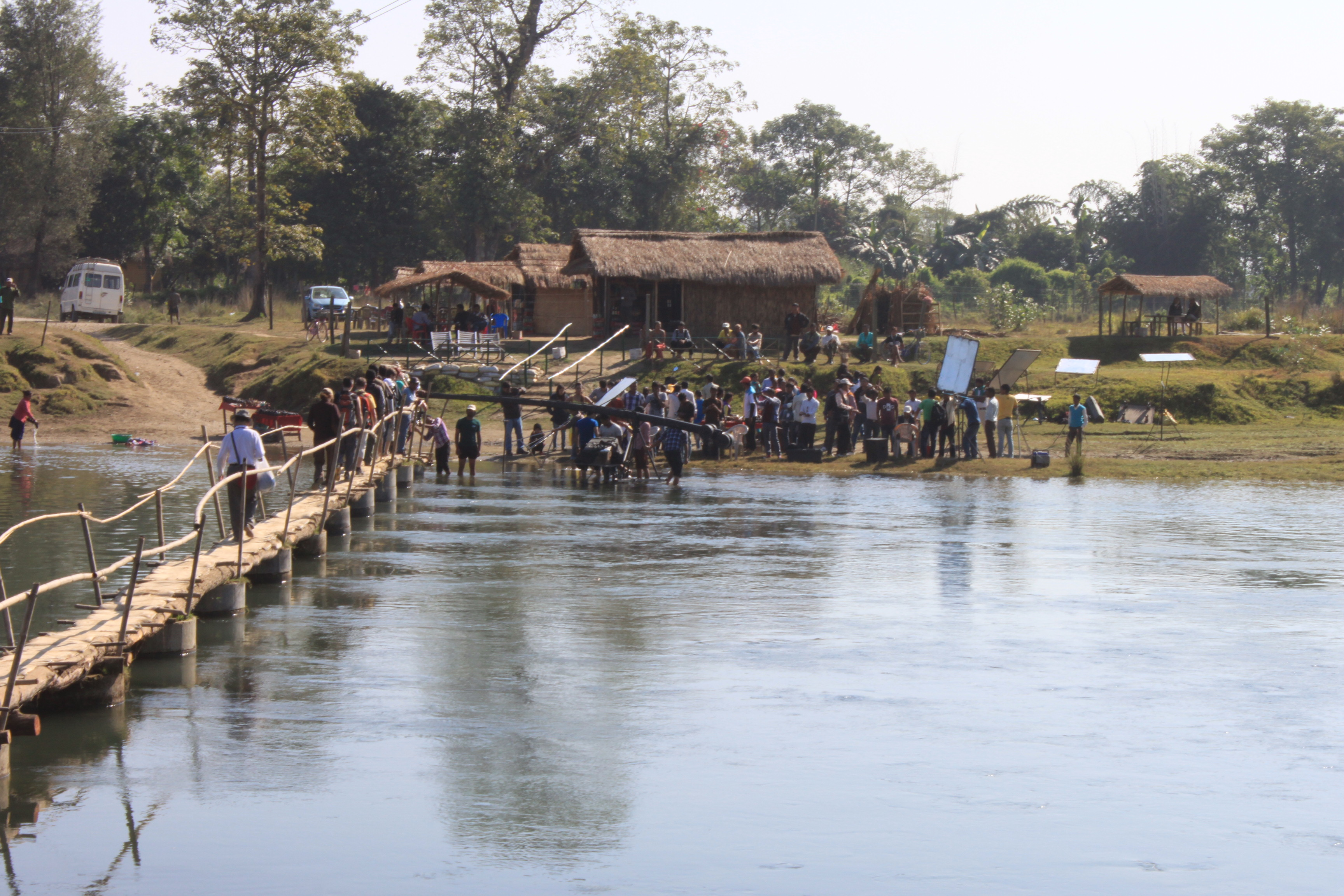
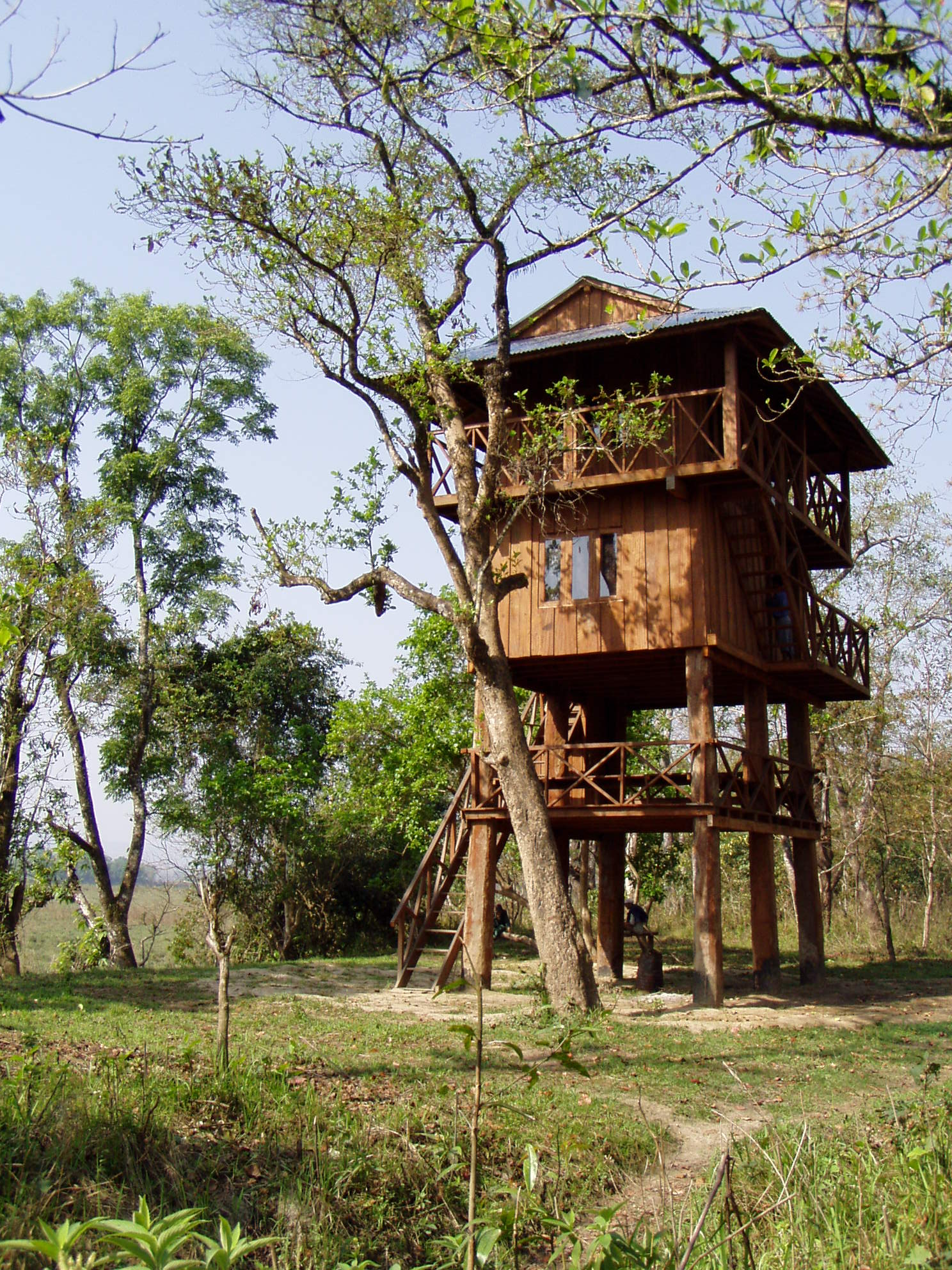
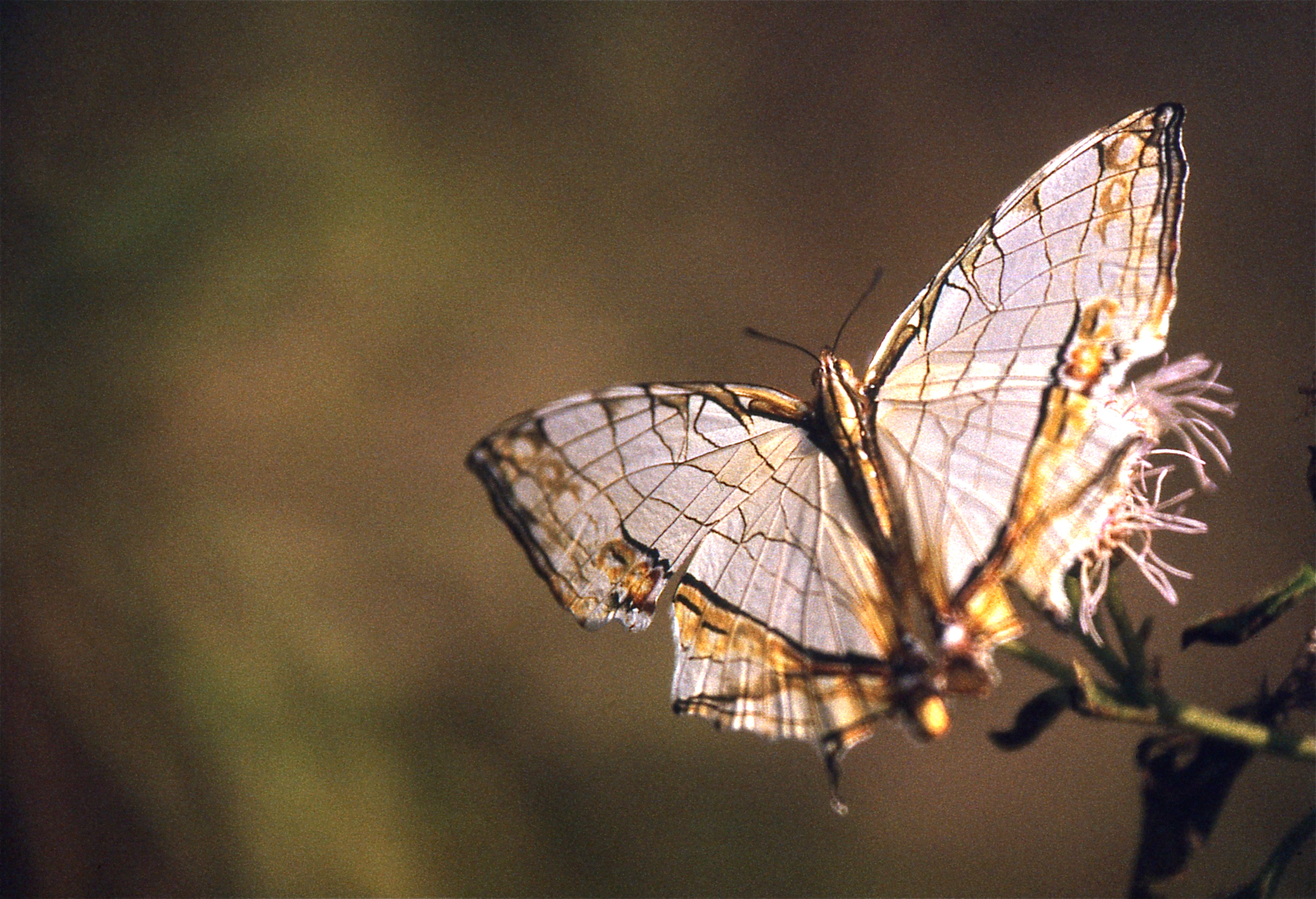
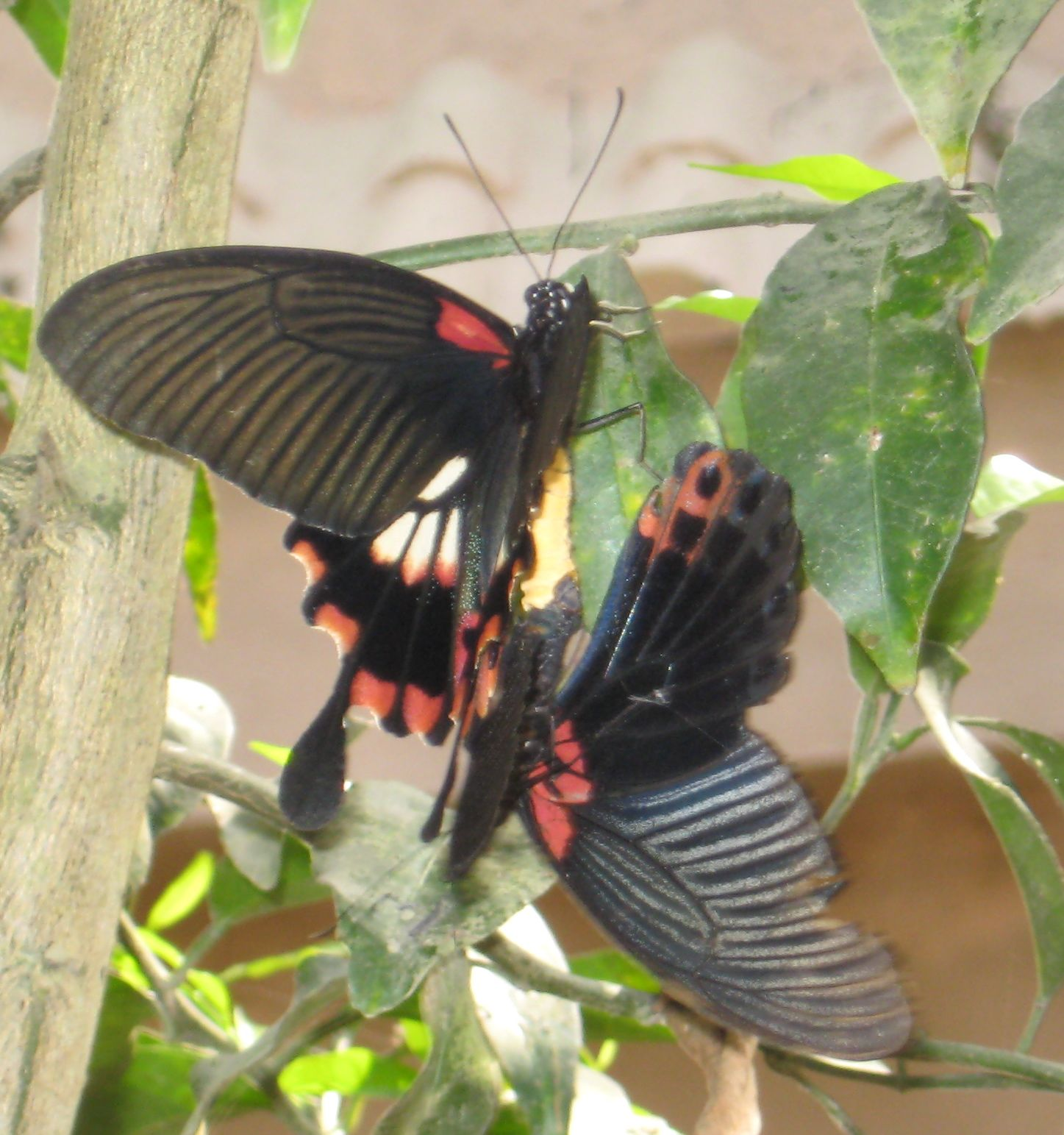
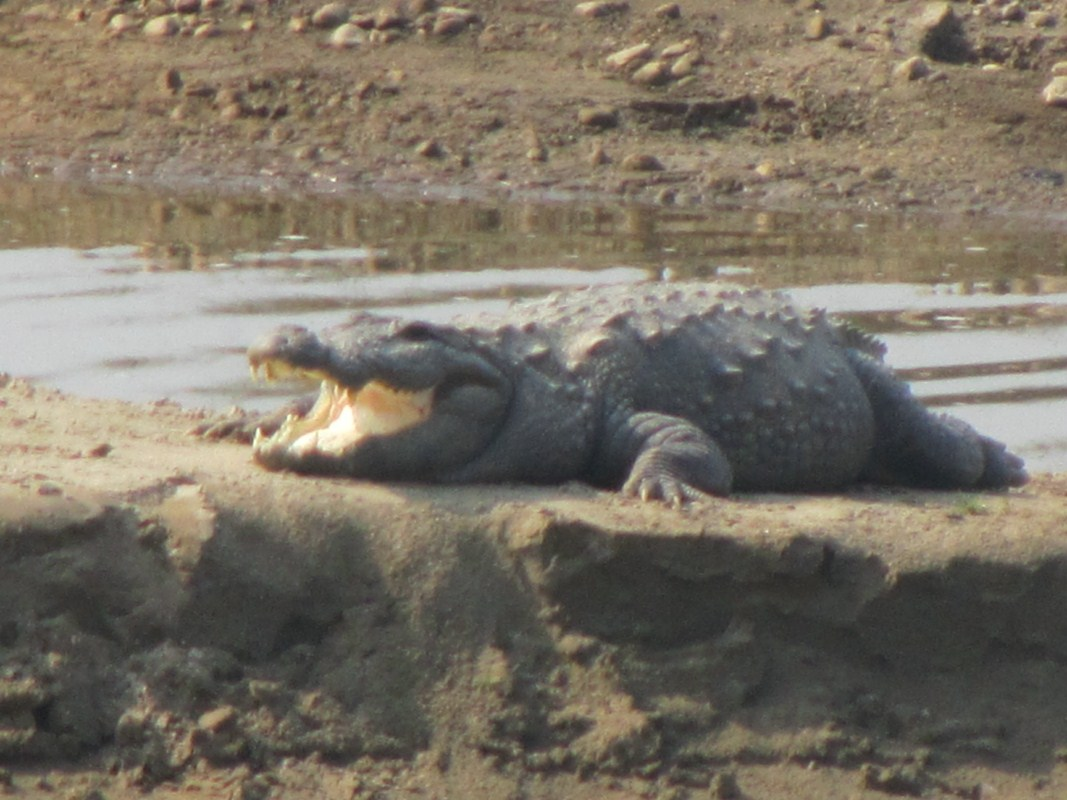
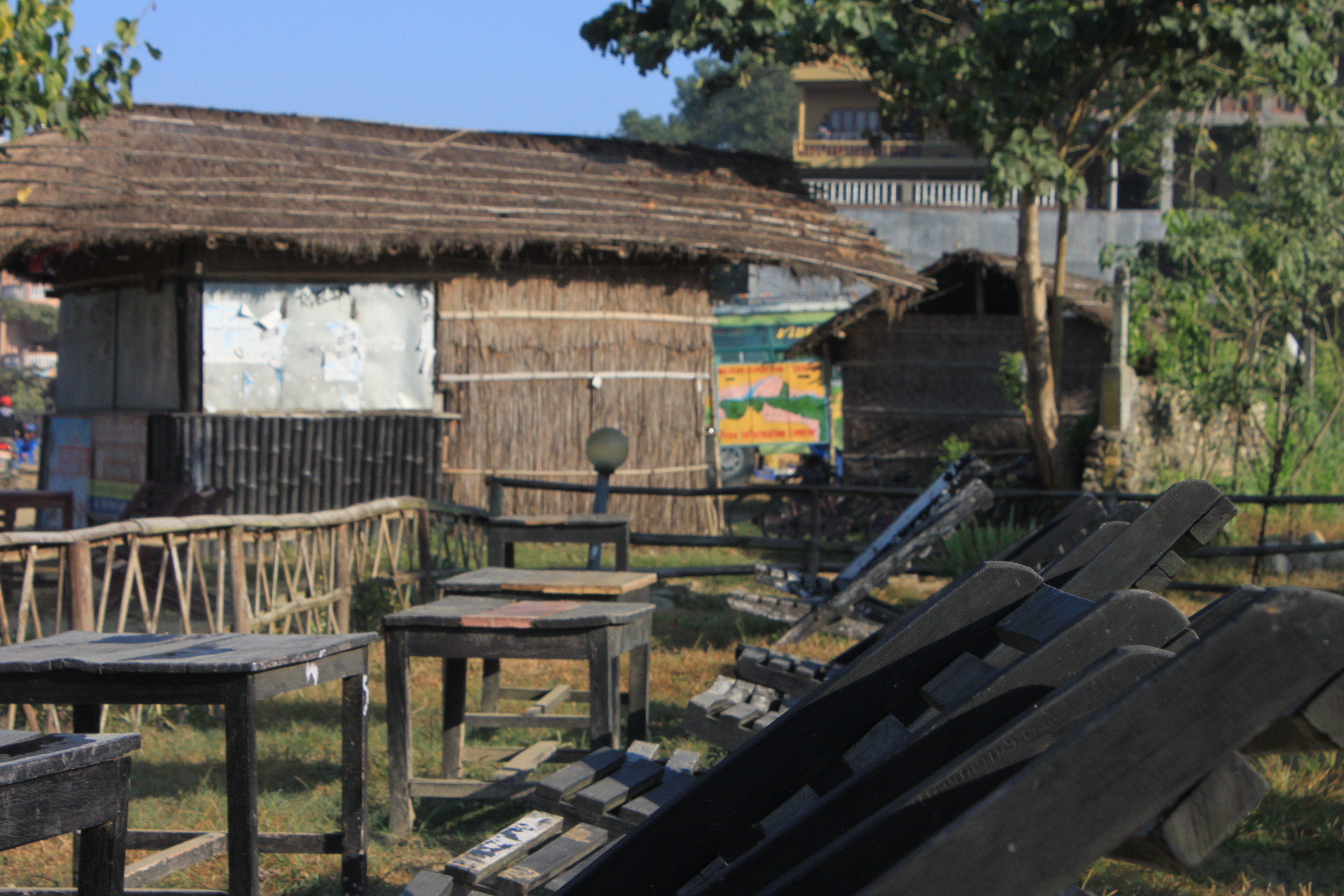
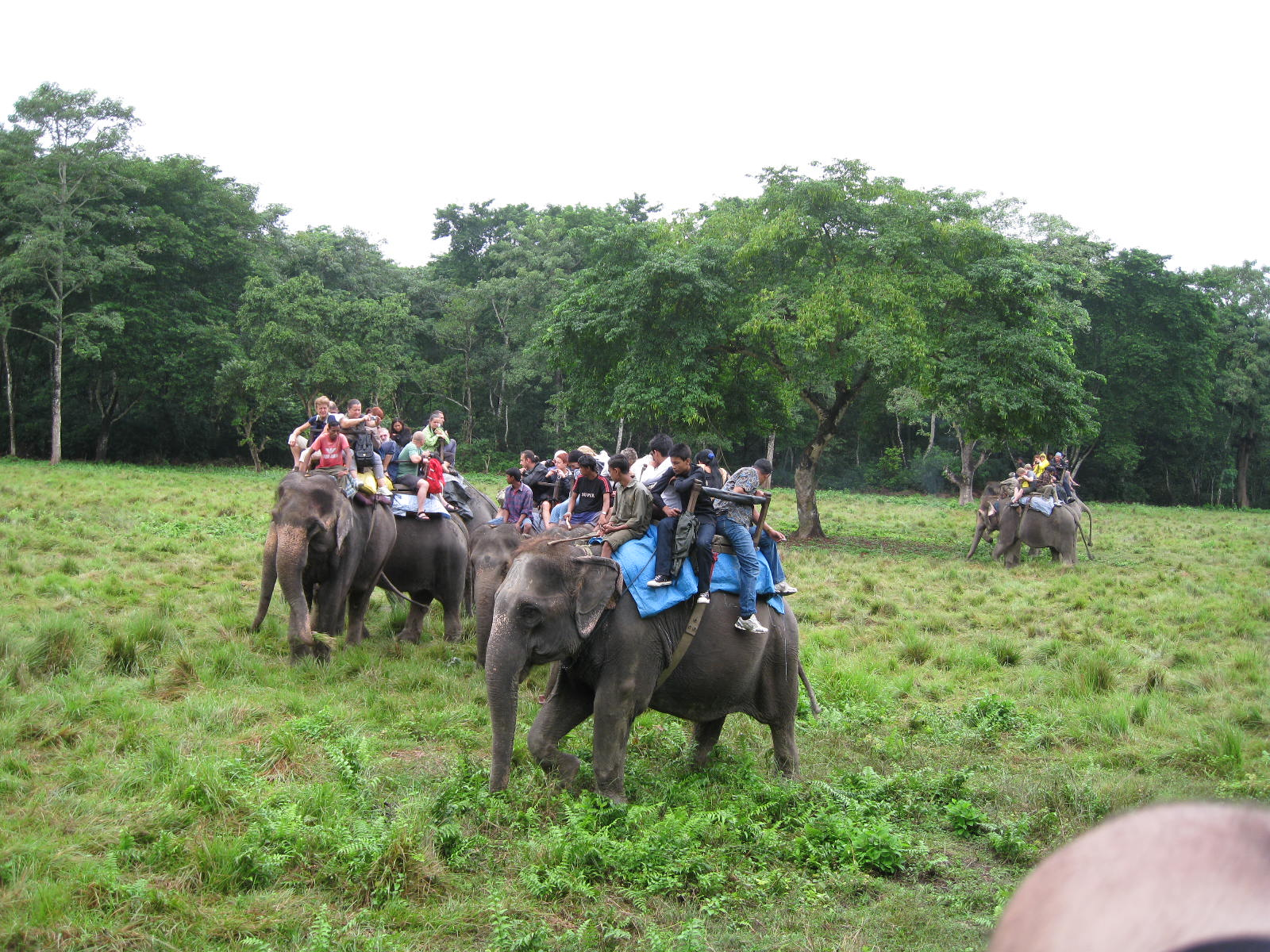
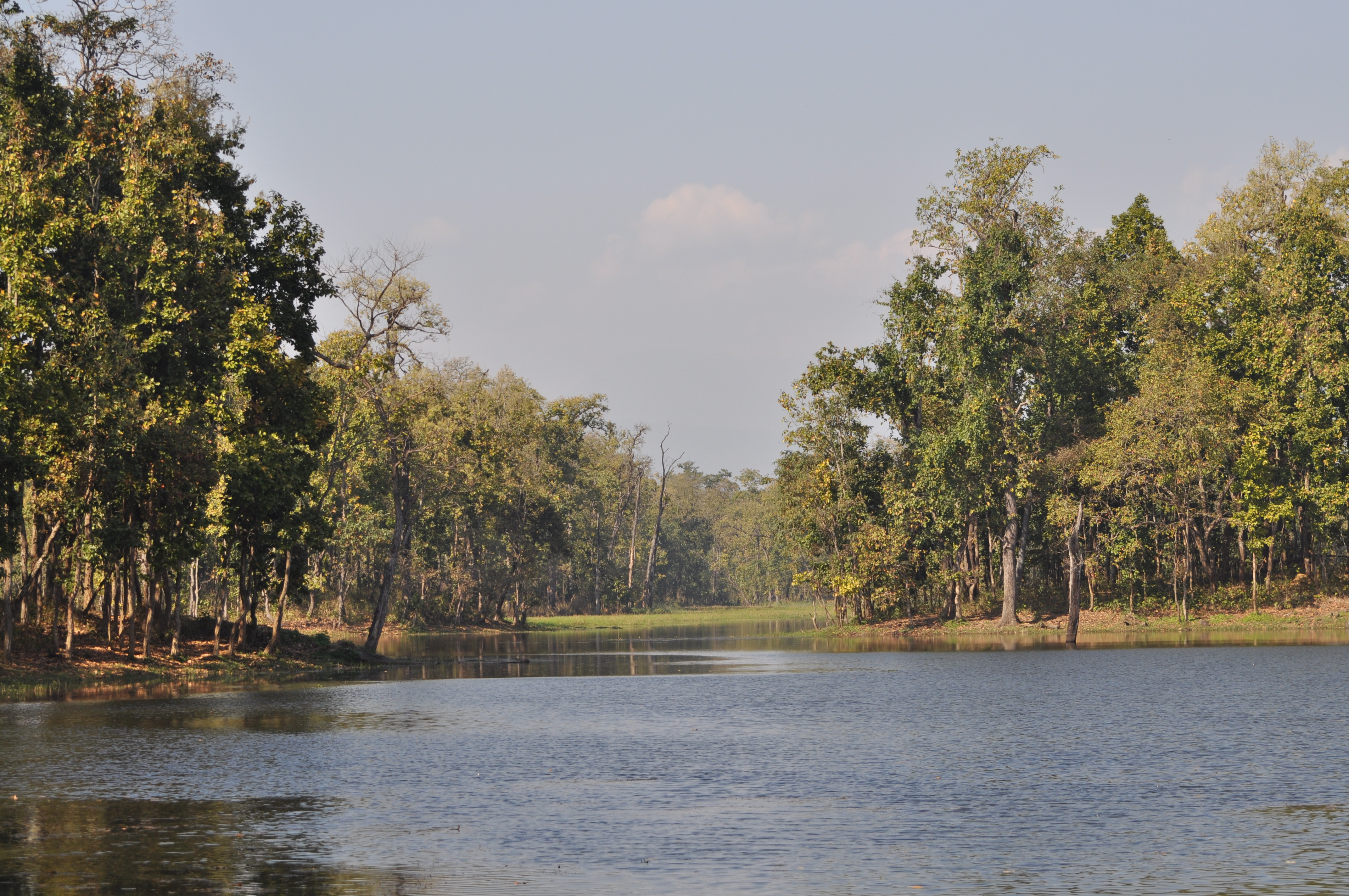
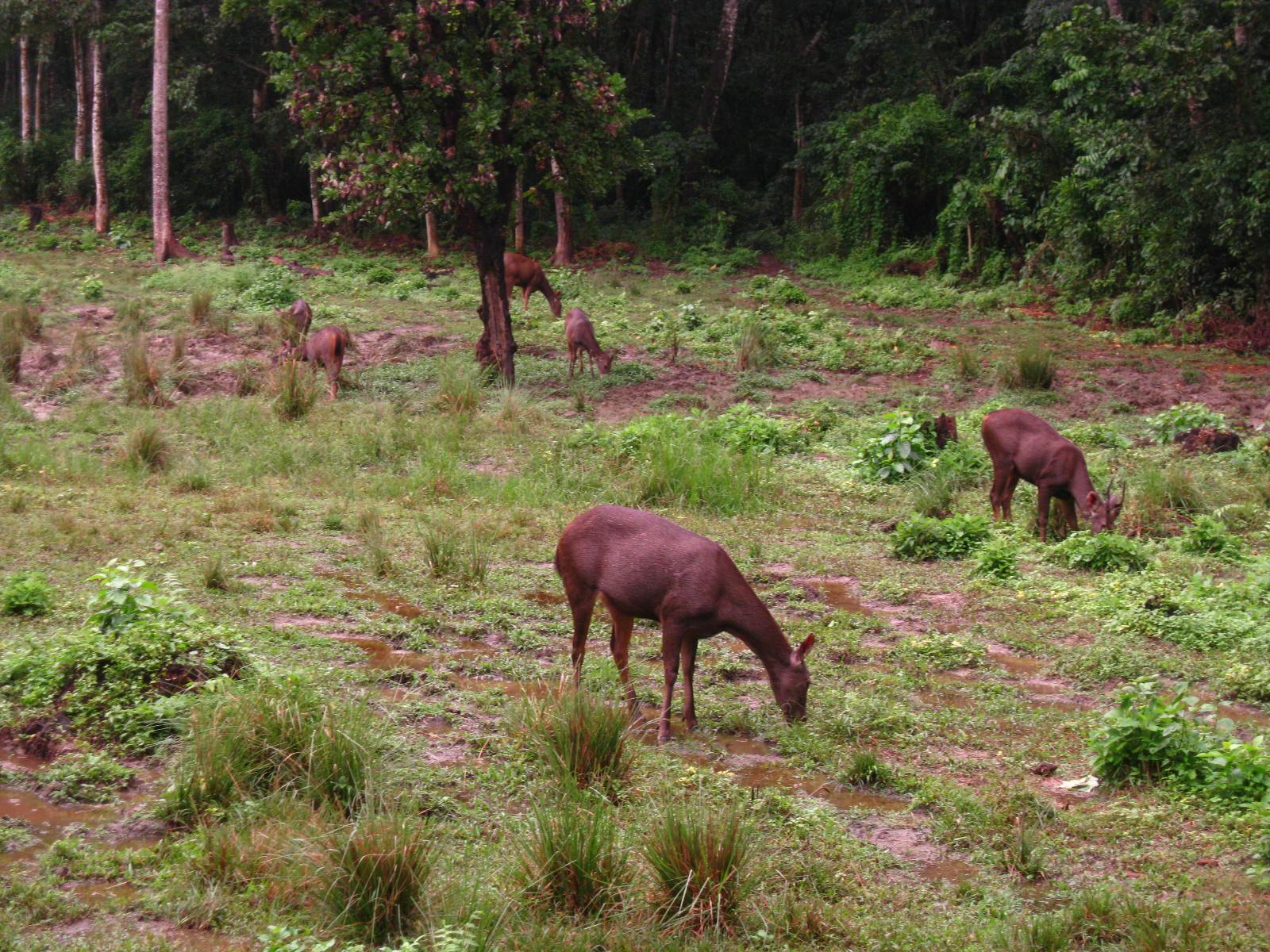
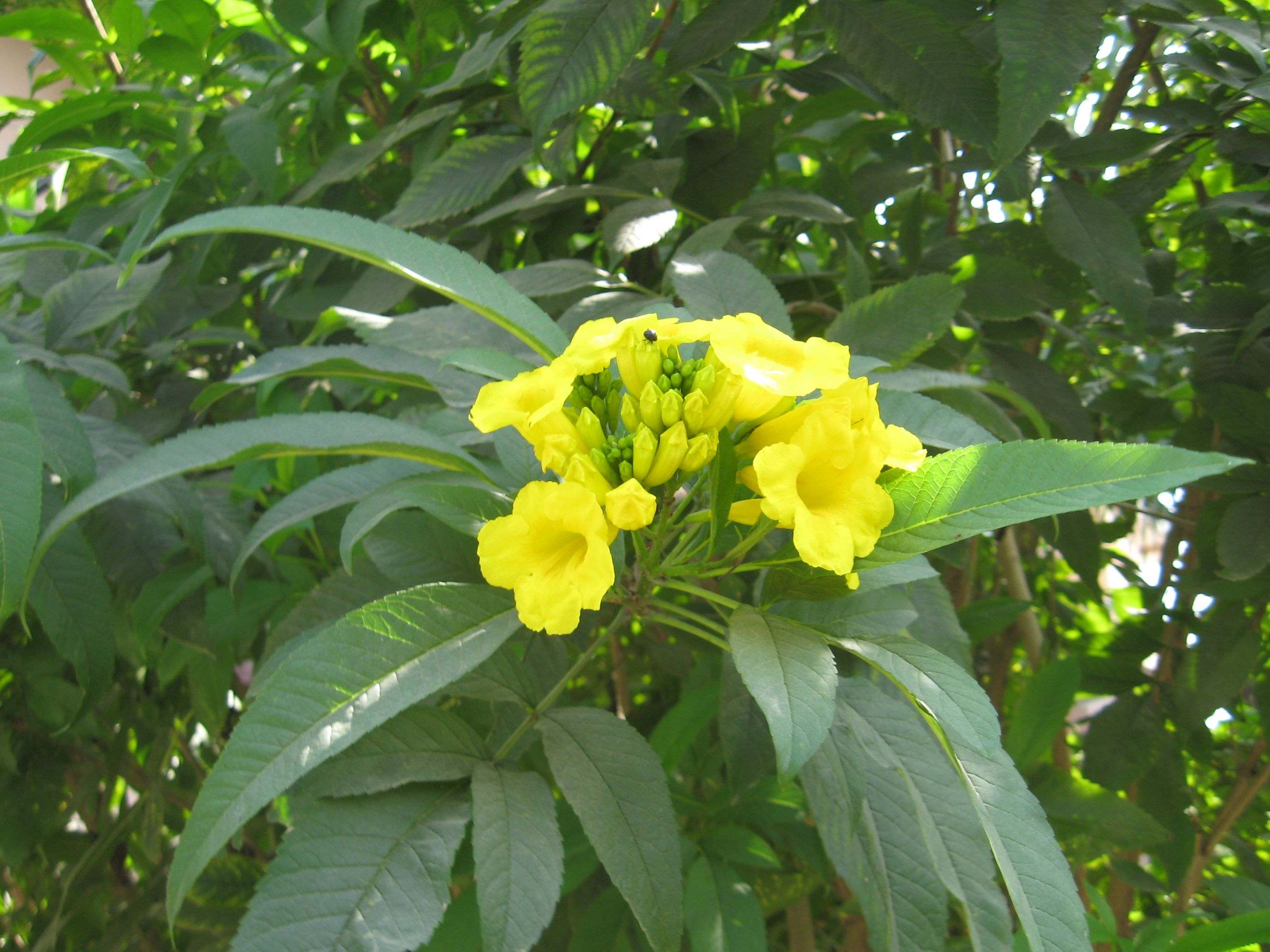
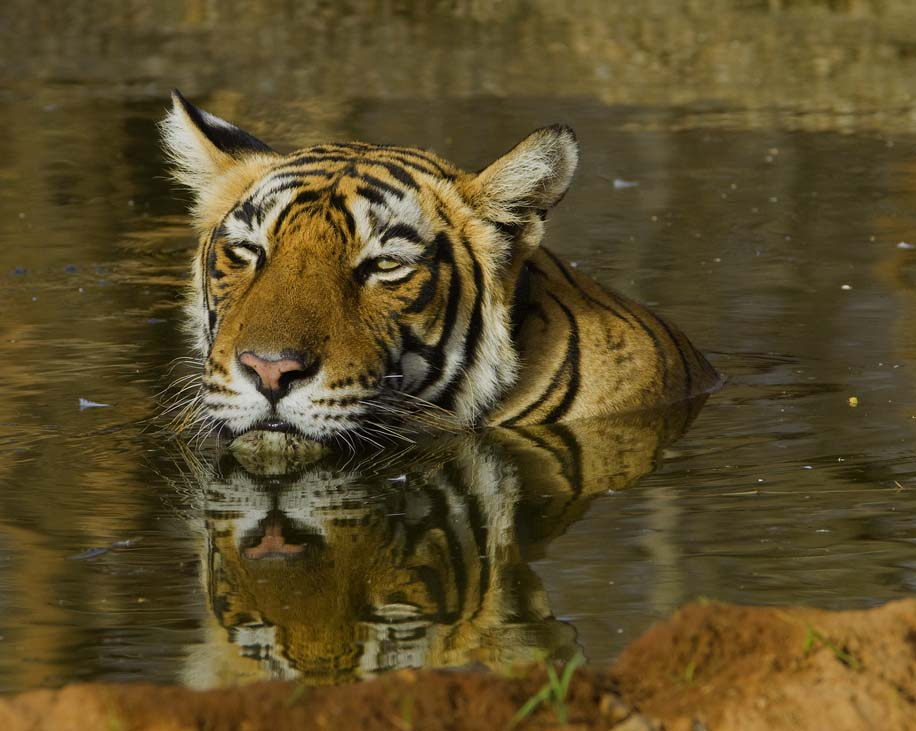
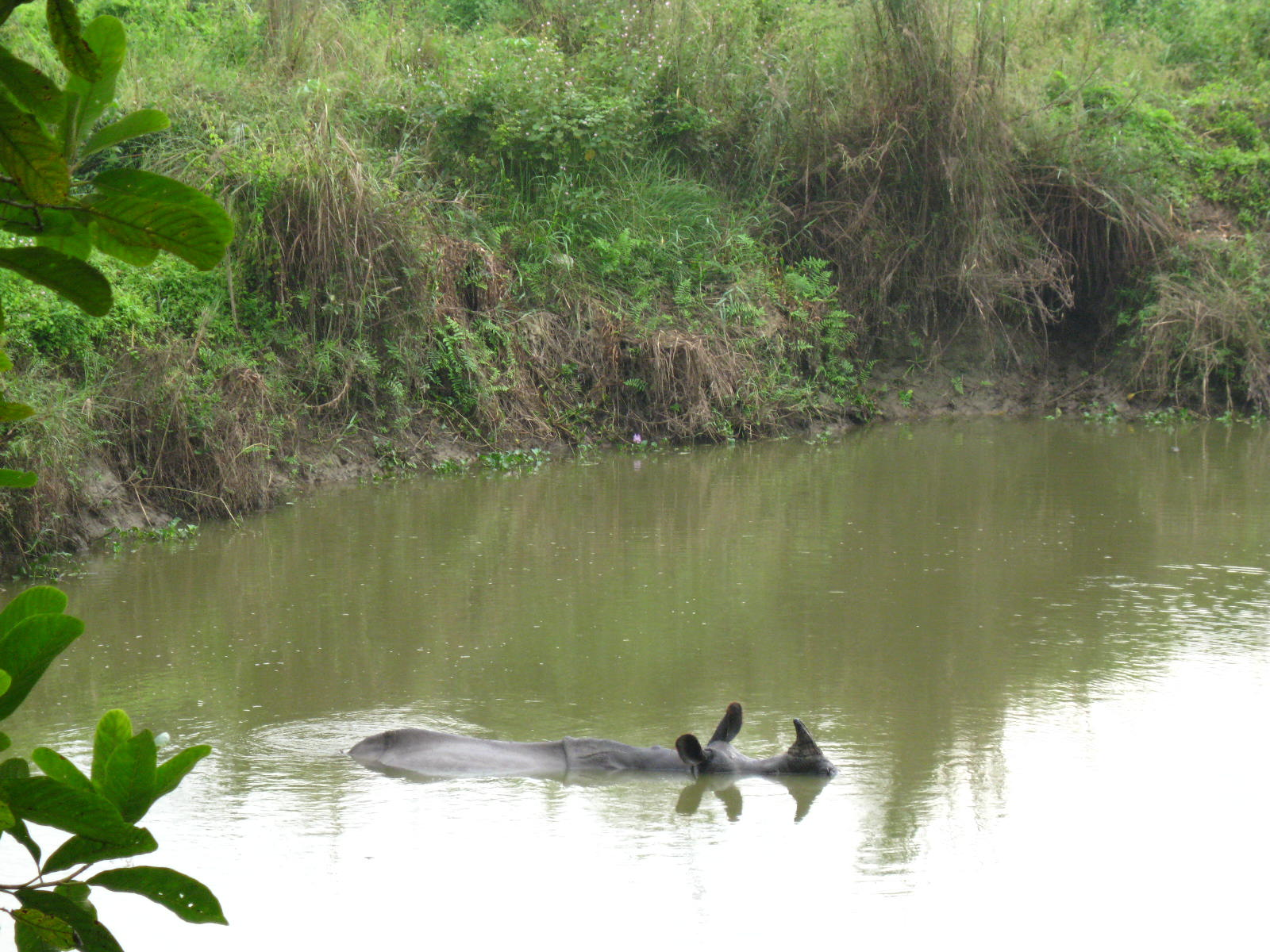
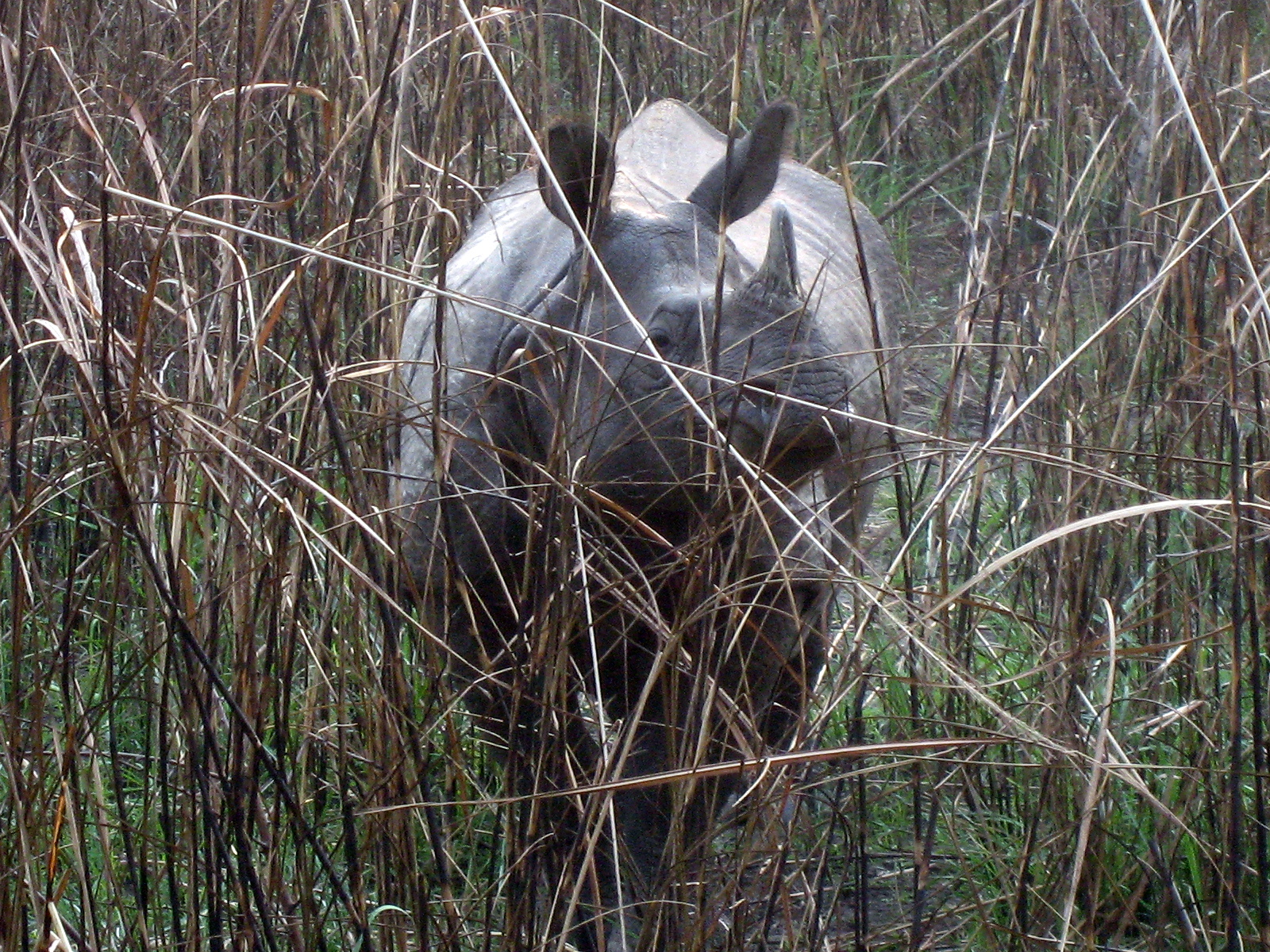
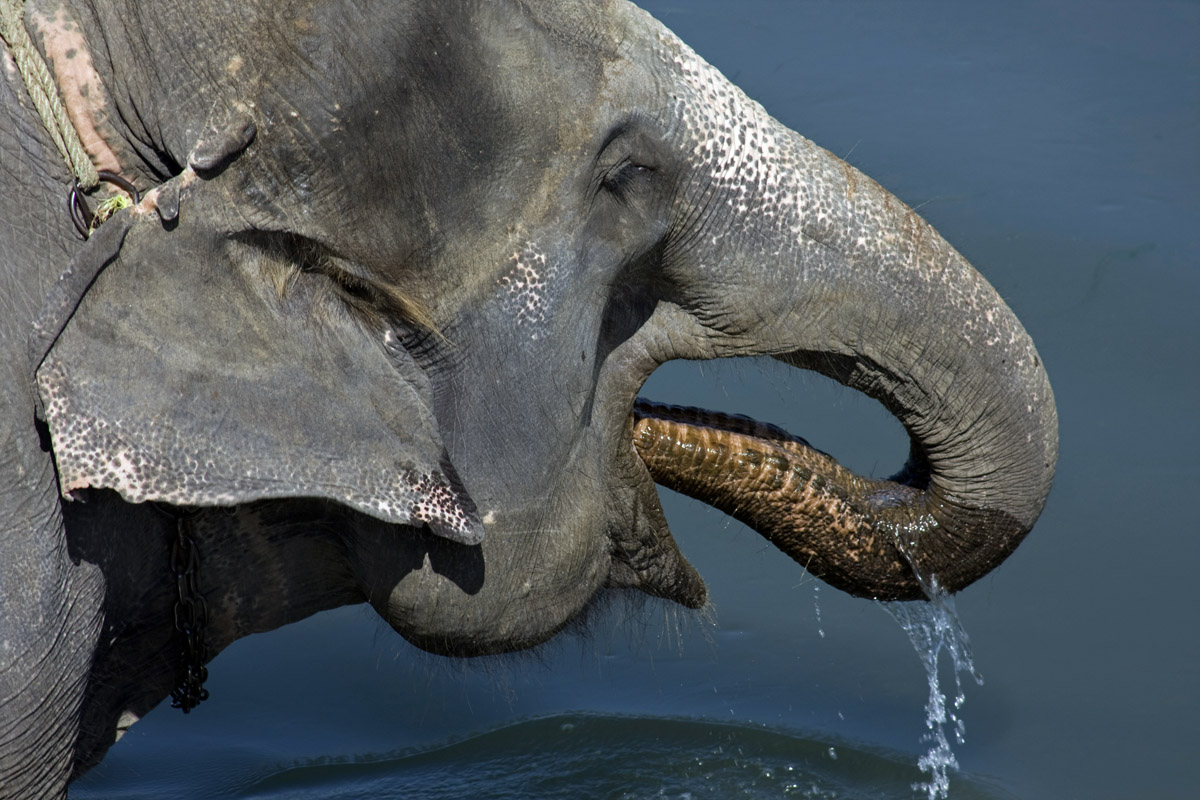
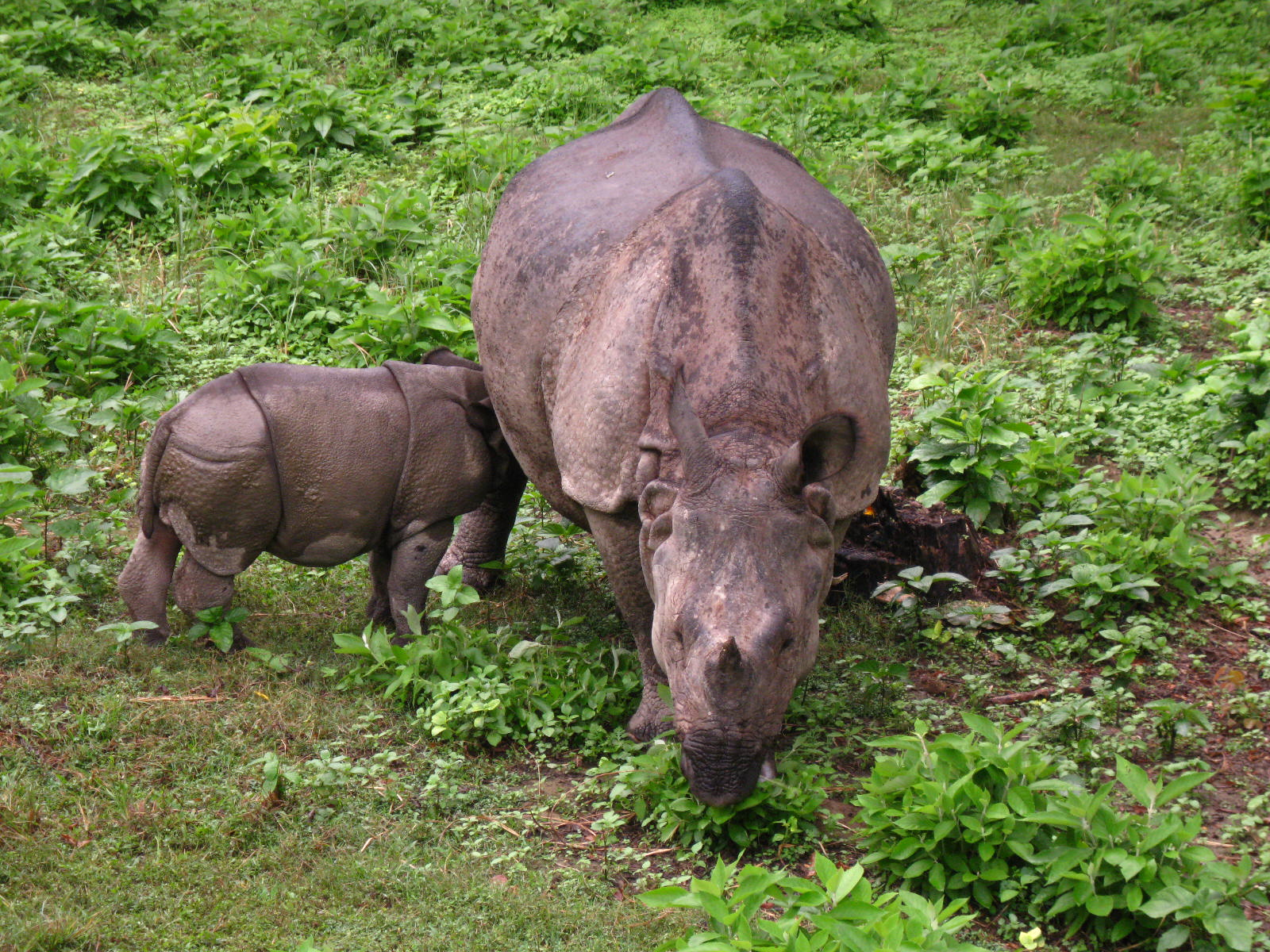